# 静宿社
静宿社（Xã Tĩnh Túc），一译静肃，是越南高平省的一個社。面积22.59平方公里。2020年有人口2,694。

## 历史沿革
法属印度支那时期，法国人在静宿一带发现了锡矿，并于1903年开始采掘，静宿也因矿区的开发而出现了聚落。当时的法国殖民者主要招募越南人及华人充当矿工，但他们时常克扣矿工的工资，也不按期发放，当时的工人曾因此发动罢工反抗法国，最终遭到镇压。
越南民主共和国成立后，越南政府于1963年3月14日成立静宿市镇，由高平省人民委员会直辖。1975年，高平省与谅山省合并为高谅省，静宿市镇从之，成为高谅省直辖市镇。1978年，高谅省重新分设为高平省与谅山省，静宿市镇成为高平省直辖的市镇。
1981年，越南部长会议决定静宿市镇整体并入原平县。
2025年，越南行政區劃改革後，高平省廢除縣，改為省社二級制，原平县被撤销，同時废除市镇，靜宿市鎮將和體育社、武明社合併，同時改制為靜宿社。

## 人口
在20世纪50年代，因从事锡矿相关产业带来的高收入，前往静宿务工的人口增加，随着矿产量的减少，经济状况不景气，静宿的人口开始减少。2019年第七次全国人口普查时，静宿市镇有人口2,371人。2020年，静宿市镇有818户共2,694人。

## 经济
采矿业曾是静宿社的支柱产业，现阶段因矿产逐渐减少，农林业转而成为当地主要的经济活动。静宿市镇有砂锡矿床，锡储量丰富，是越北主要的锡矿产地之一，1990年代年产约400至500吨锡矿:39。除了锡矿之外，静宿还有钨矿及钙铀云母矿床:40。

## 交通
静宿社早期的公路服务于当地资源的开发，现当地有国道34号连接省蒞高平市及邻近的保乐县、保林县。